# Schimanski: Rattennest
Rattennest ist ein Fernsehfilm aus der Kriminalreihe Schimanski der ARD.
Der Film wurde von Colonia Media produziert und am 15. November 1998 zum ersten Mal gesendet. Er ist die 5. Folge der Schimanski-Reihe mit Götz George.

## Handlung
Während Schimanski in Belgien seinen Geburtstag feiert, gerät in Duisburg der Straßenjunge Janni in einen Erpressungsfall. Zwei Straßenkids werden ermordet, und Janni, der die Leichen entdeckt, deponiert Schimanskis alte Polizeimarke daneben.
Nach dem Ende seiner Geburtstagsparty erhält Schimanski daraufhin einen Anruf aus Duisburg, nach welchem ihm seine Freundin Marie-Claire erzählt, dass sie schwanger sei. Mit dem Gedanken, Vater zu werden, macht er sich nach Duisburg auf.
Am Tatort erwarten ihn bereits Staatsanwältin Schäfer und ihre beiden Helfer Krieger und Scholl sowie auch Schrader, der mit der Aufklärung betraut ist. Doch Schimanski wehrt jegliche Feindseligkeit durch Witz und wenig Feingefühl ab. Plötzlich entdeckt er den Sessel, auf dem Schrader sitzt, als seinen eigenen, in dem er vor 25 Jahren Geld deponiert hatte. Mit diesem sucht er seine alte Wohnung auf und muss feststellen, dass Janni den Straßenkids diese als Behausung überlassen hat.
Janni derweil sucht verzweifelt seine Freundin. Schimanski, der mit Jannis Mutter liiert war, sucht sie auf, im Glauben, ihn dort zu finden. Als Janni seinen Freund Rumpelstilzchen trifft, schickt dieser ihn in das alte Schwimmbad. Doch dies ist eine Falle des Täters. Jannis Freundin ist als Köder an ein Gitter gefesselt: Der Täter überfällt Janni mit einem Elektroschocker und gibt ihm die Waffe in die Hand, womit seine Freundin getötet wird. Aus Verzweiflung ruft Janni bei Schimanski in seiner Wohnung an, der ihn schon fieberhaft gesucht hat.
Schrader vernimmt Janni, doch Schimanski lässt ihn laufen, weil er an seine Unschuld glaubt. Nebenbei hat der Junge noch das Problem, dass der Albaner Ali ihn drängt Drogen an Kinder zu verkaufen, was er aber ablehnt. Schimanski kann ihn rechtzeitig vor Ali beschützen und drängt Janni gewaltsam, ihn über die Szene aufzuklären. Als beide Alis Unterschlupf infiltrieren, taucht Schäfer mit ihren Leuten auf, und es kommt zu einer Schießerei mit Alis Wachen. Ali wird festgenommen und beschuldigt, auch die Morde begangen zu haben.
Doch da entdeckt Janni ein Foto des Industriellen Herstein in der Zeitung und behauptet, ihn auf dem Strich gesehen zu haben. Herstein ist gerade dabei, 2000 Mitarbeiter zu entlassen und hat mit einem Streik zu kämpfen, der gerade medial ausgeschlachtet wird.
Schimanski bittet Janni, sich in seiner Wohnung zu verstecken und stattet Herstein einen Besuch ab, indem er seine Firmenzentrale durch massive Zerstörung betritt. Schäfer taucht wieder auf und lässt Schimanski zum Gehen bewegen. Nun ist Janni am Zug. Er soll Herstein zum letzten Tatort im alten Schwimmbad bestellen und Schweigegeld verlangen. Doch Herstein ist Vater des drogenabhängigen Sohnes Uwe, der die Morde in Wahrheit begangen hat. Da sich Herstein auf dem Tatort ortsunkundig verhält, ist Schimanski klar, dass er nicht der Täter sein kann. Als Schäfer eintrifft, kommt heraus, dass Herstein seinen Sohn deckt. Janni, der inzwischen in Schimanskis Wohnung zurückgekehrt ist, hat nicht nur Besuch von Schimanskis Freundin Marie-Claire, sondern auch von Uwe, der sich versteckt hat. Schimanski rast nach Hause und kann Janni vor dem Tod bewahren, als Uwe versucht, ihn hinunterzuwerfen. Schimanski und seine Freundin wollen Janni zu seiner Mutter bringen. Doch Schimanski hat ein Herz und überlässt ihm wieder seinen Wohnungsschlüssel. Marie-Claires Schwangerschaft stellt sich als Irrtum heraus, aber Schimanski verursacht einen Stau auf der Brücke, um doch vielleicht Vater zu werden.

## Hintergrund
Der Film führte bereits während des Drehs zu einer Kontroverse, da sich die Kommunalpolitik an dem Zerrbild des Milieus in Duisburg störte. Kabarettist Matthias Beltz, der 2002 verstarb, ist als Reporter zu sehen und im Radio zu hören.
Der bei den Abschluss-Sequenzen des Films zu hörende Pop-Song "Wonderfly" wurde unter der Regie des Produzenten Günter Illi von der Stuttgarter Alternativ-Rockband The Brandalls eingespielt und sowohl als Single wie auch auf deren Album "Frequently" veröffentlicht. Im Vorfeld des dritten Todestages Götz Georges, am 19. Juni 2019, wurde er neu veröffentlicht.